# Mouvement des biens communs
Le Mouvement des biens communs désigne l'ensemble des acteurs et des organisations impliqués dans la réflexion et la mise en pratique des communs ou des biens communs.

## Définition
Le mouvement des biens communs s’est développé à partir d’une double opposition à l’État et au marché. Selon David Bollier et Silke Helfrich, l’un et l’autre fonctionnent en « duopole » : « Ils sont tous deux profondément engagés dans une vision partagée du progrès technique et de la compétition économique. » Les liens constants entre élites économiques et élites politiques nécessitent l'affirmation d'un ordre nouveau, porté par les communs.

## Origine du mouvement
Le mouvement des biens communs est indissociable de la réflexion universitaire autour des biens communs. À partir des années 1980, plusieurs économistes commencent à réhabiliter les formes d'organisations spontanées par les communautés locales. Ces analyses empiriques entraînent l'émergence d'une nouvelle approche sociale et économique. En 1990, Elinor Ostrom développe cette approche dans un ouvrage séminal Governing the Commons.
Le cadre théorique d'Ostrom s'appliquait essentiellement à la gestion des ressources naturelles. La diffusion généralisée des nouvelles technologies de l'information contribue à en étendre la portée à quantité de biens sociaux et culturels. Les grandes communautés en ligne s'organisent selon des modalités assez similaires aux communautés locales décrites par Ostrom.
Au début des années 2000, plusieurs études entérinent l'extension de la problématique des biens communs aux enjeux naissants du numérique. Dans Causes communes, Philippe Aigrain part de l'exemple de Wikipédia pour mettre en évidence l'avènement d'un monde nouveau, fondé sur le partage et la libre collaboration de communautés autonomes. Ces interrogations intellectuelles se prolongent dans l'action militante sous forme de publications, d'événements avec notamment les conférences internationales International Commons Conference "Constructing a Commons-Based Policy Platform" (2010) et Economics and the Commons Conference (2013) et d'initiatives telles que onthecommons.org, Remix the commons qui popularisent cette notion.
La crise financière mondiale débutant en 2007 est souvent revendiquée comme un événement décisif dans l’histoire du mouvement. Pour Bollier et Helfrich, elle a révélé que l’idéalisation « du capitalisme démocratique est largement une illusion ». À partir de cette date, les initiatives se multiplient, conduisant à la structuration d'un mouvement jusqu'ici informel.

## Développement et structuration
Le Manifeste pour la récupération des biens communs a été rédigé au cours du Forum Social Mondial à Belem Brésil en 2009 et traduit en 8 langues. La présentation du Manifeste pour la Récupération des Biens Communs à l'issue du FSM 2009 à Belém au Brésil, marque le point de départ d'une mobilisation pour la préservation, la reconquête et la création des Biens Communs par les mouvements sociaux altermondialistes.
Depuis quelques années, plusieurs organisations se sont impliquées en faveur du mouvement des biens communs.